# Kuroki Kyohei
Kyohei Kuroki (黒木 恭平 Kuroki Kyohei, sinh ngày 31 tháng 7 năm 1989) là một cầu thủ bóng đá người Nhật Bản thi đấu 
cho Kagoshima United FC ở J3 League.

## Sự nghiệp
Anh đá ở vị trí hậu vệ. Kyohei có màn ra mắt cho Sagan Tosu ngày 10 tháng 7 năm 2011 trước Kataller Toyama.
Anh là anh em sinh đôi của Kohei Kuroki.

## Thống kê câu lạc bộ
Cập nhật đến ngày 23 tháng 2 năm 2018.
| Thành tích câu lạc bộ | Thành tích câu lạc bộ | Thành tích câu lạc bộ | Giải vô địch | Giải vô địch | Cúp                   | Cúp                   | Cúp Liên đoàn | Cúp Liên đoàn | Tổng cộng | Tổng cộng |
| Mùa giải              | Câu lạc bộ            | Giải vô địch          | Số trận      | Bàn thắng    | Số trận               | Bàn thắng             | Số trận       | Bàn thắng     | Số trận   | Bàn thắng |
| Nhật Bản              | Nhật Bản              | Nhật Bản              | Giải vô địch | Giải vô địch | Cúp Hoàng đế Nhật Bản | Cúp Hoàng đế Nhật Bản | J. League Cup | J. League Cup | Tổng cộng | Tổng cộng |
| --------------------- | --------------------- | --------------------- | ------------ | ------------ | --------------------- | --------------------- | ------------- | ------------- | --------- | --------- |
| 2011                  | Sagan Tosu            | J2 League             | 1            | 0            | -                     | -                     | -             | -             | 1         | 0         |
| 2012                  | Sagan Tosu            | J1 League             | 0            | 0            | 0                     | 0                     | 2             | 0             | 2         | 0         |
| 2013                  | Ehime FC              | J2 League             | 23           | 1            | 0                     | 0                     | -             | -             | 23        | 1         |
| 2014                  | Verspah Oita          | JFL                   | 21           | 2            | 1                     | 0                     | -             | -             | 22        | 2         |
| 2015                  | Renofa Yamaguchi      | J3 League             | 33           | 0            | 1                     | 0                     | -             | -             | 34        | 0         |
| 2016                  | Renofa Yamaguchi      | J2 League             | 11           | 0            | 0                     | 0                     | -             | -             | 11        | 0         |
| 2017                  | Oita Trinita          | J2 League             | 9            | 1            | 2                     | 0                     | -             | -             | 11        | 1         |
| Tổng                  | Tổng                  | Tổng                  | 98           | 4            | 4                     | 0                     | 2             | 0             | 104       | 4         |